# Karl Struss

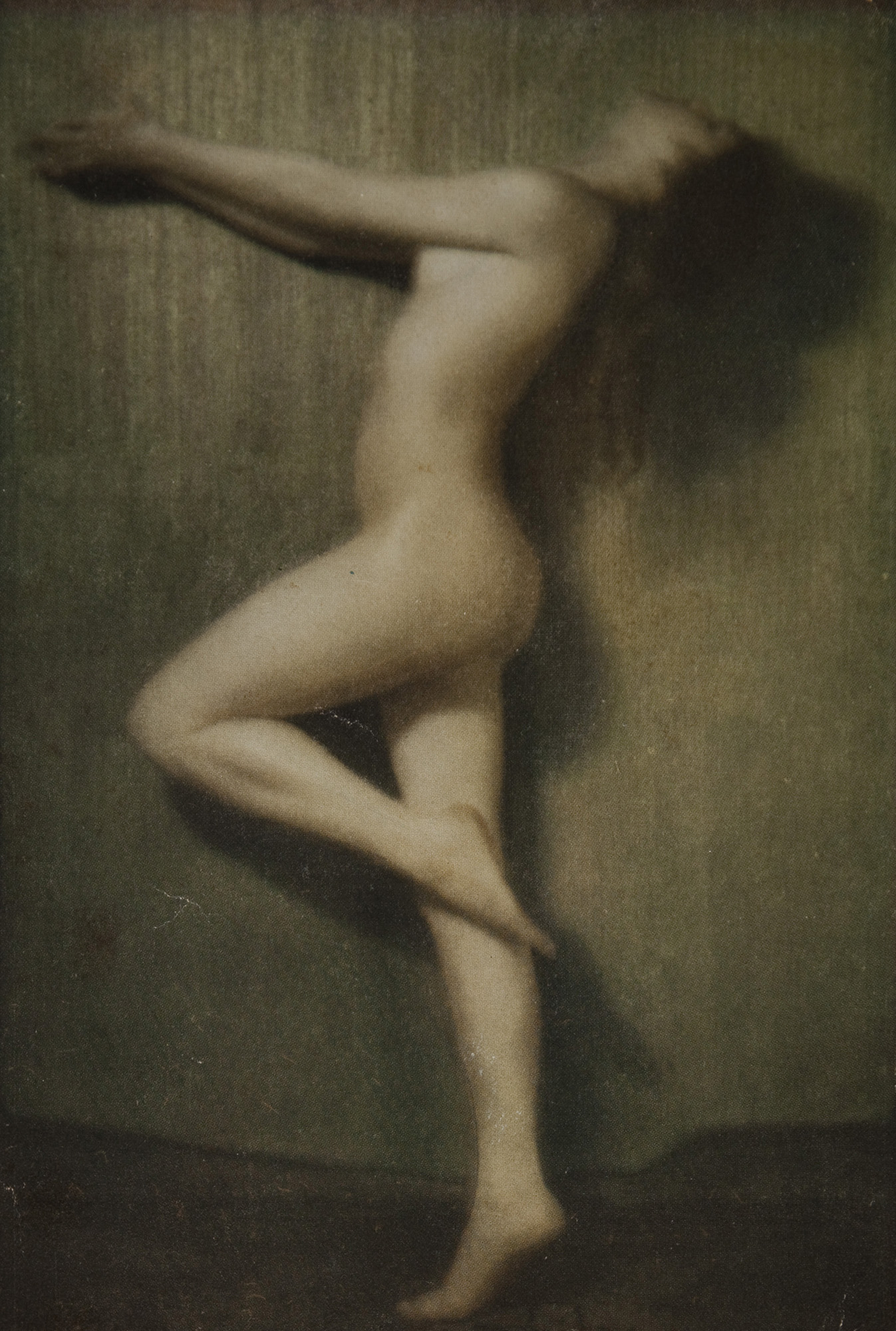
Karl Struss: Bez názvu, 1919

Karl Struss (30. listopadu 1886 – 15. prosince 1981) byl americký fotograf a kameraman aktivní v letech 1900–1950. Byl jedním z prvních průkopníků 3D filmů. Pracoval na filmech jako například Sunrise: A Song of Two Humans režiséra Friedricha Wilhelma Murnaua, satirické komedii Charlieho Chaplina Diktátor nebo Limelight z roku 1952. Byl také jedním z kameramanů televizního seriálu Broken Arrow a natočil 19 epizod My Friend Flicka.

## Život a kariéra
Karl Struss se narodil 30. listopadu 1886 v New Yorku. Po nemoci na střední škole, Karlův otec Henry odhlásil svého syna ze školy a nechal jej zaměstnat jako operátora v rodinné továrně Seybel & Struss. Začal se zajímat o fotografii, experimentoval s fotografickou kamerou 8 x 10" a v roce 1908 začal navštěvoval Clarence H. Whiteův večerní umělecký fotografický kurz na vysoké škole Teachers College, na Kolumbijské univerzitě, kterou dokončil v roce 1912. Během studií zkoumal vlastnosti objektivů a v roce 1909 vynalezl a pokoušel se patentovat Struss Pictorial Lens (Strussův piktorialistický objektiv), měkce kreslící objektiv. Tento objektiv se stal svého času oblíbeným mezi piktorialistickými fotografy. V roce 1916 byl Strussův piktorialistický objektiv první měkce ostřícím objektivem zavedeným do filmového průmyslu.
Zpočátku Struss získal pozornost ve světě fotografie, když v roce 1910 dvanáct jeho snímků vybral Alfred Stieglitz pro mezinárodní výstavu piktorialistických fotografií v Albright Art Gallery. Jednalo se o poslední výstavu spolku Fotosecese, který propagoval fotografii jako výtvarné umění. Pověst Strusse byla ještě více posílena jeho účastí na výstavě "What the Camera Does in the Hand of the Artist" v Newark Art Museum, která se konala v dubnu 1911. Dále obdržel pozvání od Teacher's College, aby tam uspořádal samostatnou výstavu jeho pohledů na New York. V létě 1912 pak měl vést seminář na Whiteově letní škole, zatímco White nemohl. Stieglitz v roce 1912 pozval Strusse, aby se připojil ke spolku Fotosecese, který vedl k vydání jeho fotografií v časopise spolku Camera Work. V roce 1913 Struss ve spolupráci s Edwardem Dicksonem, Clarencem Whitem, Alvinem Langdonem Coburnem a Paulem Andersonem začali psát společnou publikaci Platinum Print. V roce 1914 odstoupil z pozice v rodinném podniku a prosadil se jako profesionální fotograf, když v červnu téhož roku převzal bývalé fotografické studio Clarence Whitea.
Na návrh Coburna, Struss předložil tisky Královské fotografické společnosti pro výroční výstavu v Londýně, na kterou byl také přijat a vystavoval i ve dvacátých letech. Zúčastnil se také četných výstav pořádaných fotografickými kluby a dalších asociací, včetně Pittsburhského salónu Národního fotografického umění a každoroční výstavy fotografií organizované obchodním domem Philadelphia Wanamaker. Kromě výstav Struss komerčně fotografoval pro časopisy jako například Vogue, Vanity Fair nebo Harper's Bazaar. Vzápětí však dodával, že nedělá módní fotografii. Jeho fotografická praxe byla přerušena první světovou válkou.
V roce 1919 (poté co přišel o zakázky) se odstěhoval do Los Angeles a podepsal smlouvu s Cecil B. DeMille jako kameraman.
Od roku 1931 do roku 1945 Struss pracoval jako kameraman pro Paramount, kde spolupracoval například na filmech, kde hráli Mae West, Bing Crosby nebo Dorothy Lamourová Struss se stále věnoval vydáváním publikací, například v roce 1934 vydal knížku "Photographic Modernism and the Cinematographer" pro American Cinematographer. Stal se členem Americké společnosti kameramanů a byl zakládajícím členem Akademie filmových umění. V roce 1949 jako nezávislý pracovník začal pracovat v oblasti “stereo kinematografie” a stal se jedním z prvních zastánců této umělecké formy. Většinu své 3D filmové tvorby však provedl v Itálii a žádný z jeho filmů nebyl následně ve Spojených státech vydán ve 3D.
Strussův fotografický archiv výstavních tisků, filmových fotografií, negativů a dokumentů (3 stopy materiálů) je k dispozici v Amon Carter Museum of American Art umístěném ve Fort Worth v Texasu.

## Ocenění
Struss byl během své kariéry nominován na cenu akademie za nejlepší kinematografii čtyřikrát. Poprvé a jedinkrát vyhrál za Friedrich Wilhelm Murnau je Sunrise: A Song of Two Humans v roce 1929, sdílet tuto cenu s Charlesem Rosherem. Byl nominován znovu v roce 1932 za Dr. Jekyll and Mr. Hyde, v roce 1934 The Sign of the Cross a v roce 1942 za Aloma of the South Seas s Wilfredem M. Clinem a kameramanem Williamem E. Snyderem.

## Filmografie (výběr)
- The Hero (1923)
- Poisoned Paradise: The Forbidden Story of Monte Carlo (1924)
- Ben-Hur (1925)
- Meet the Prince (1926)
- Hell's Four Hundred (1926)
- Forever After (1926)
- Sunrise: A Song of Two Humans (1927) hrají: Janet Gaynor
- Babe Comes Home (1927) hrají: Babe Ruth a Anna Q. Nilsson
- Drums of Love (1928)
- Night Watch (1928)
- The Battle of the Sexes (1928)
- Lady of the Pavements (1929)
- Love and the Devil (1929)
- Coquette (1929)
- The Taming of the Shrew (1929), hrají: Douglas Fairbanks a Mary Pickford
- Be Yourself! (1930), hrají: Fanny Brice a Robert Armstrong
- Kiki (1931)
- Up Pops the Devil (1931), hrají: Carole Lombard
- Dr. Jekyll and Mr. Hyde (1931), hrají: Fredric March a Miriam Hopkins
- Island of Lost Souls (1932) hrají: Charles Laughton a Bela Lugosi
- The Woman Accused (1933) hrají: Nancy Carroll a Cary Grant
- Every Day's a Holiday (1937), hrají: Mae West
- Double or Nothing (1937), hrají: Bing Crosby, Andy Devine a William Frawley
- Some Like It Hot (1939), hrají: Bob Hope, Shirley Ross a Gene Krupa
- Zenobia (1939) hrají: Oliver Hardy a Harry Langdon
- The Great Dictator (1940) hrají: Charles Chaplin a Paulette Goddard
- Journey Into Fear (1943), hrají: Orson Welles a Joseph Cotten
- The Texan Meets Calamity Jane (1950) hrají: Evelyn Ankers
- Lady Possessed (1952)
- Limelight (1952), hrají: Charles Chaplin a Buster Keaton
- Fatal Desire (1953)
- She Devil (1957), hrají: Jack Kelly a Albert Dekker
- The Fly (1958), hrají: Vincent Price

## Galerie

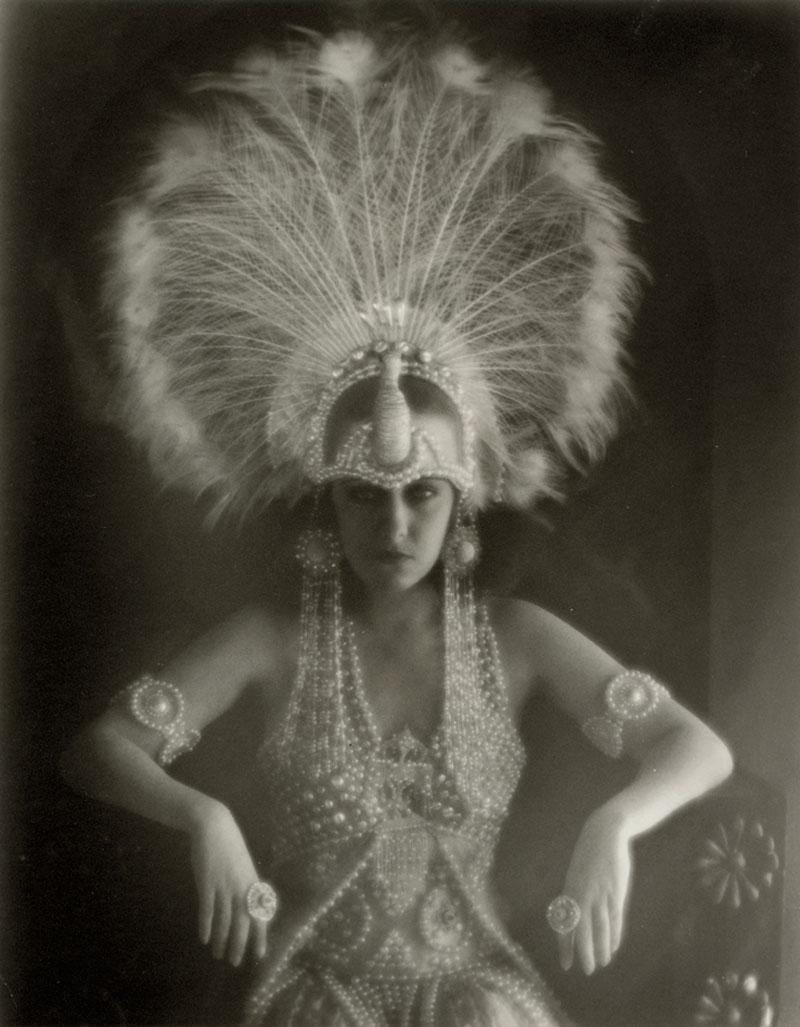
Herečka Gloria Swanson, pro film Male and Female, 1919
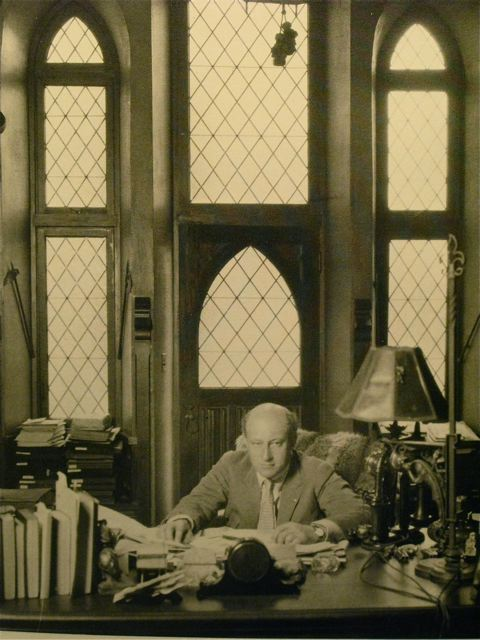
Režisér a producent Cecil DeMille, 1919
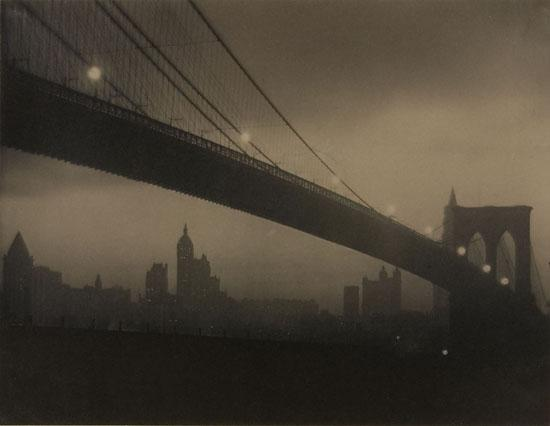
Brooklyn Bridge, 1912
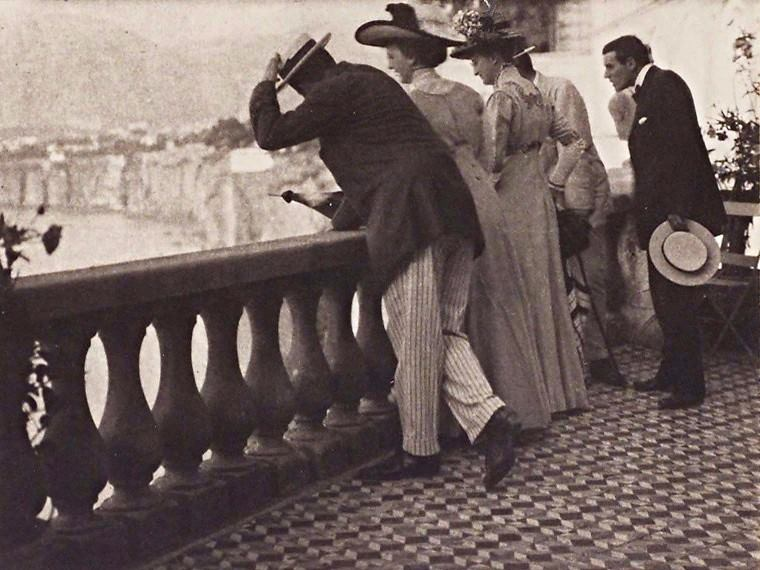
Hotel Excelsior, Sorrento, 1909